# Spomenik odkritjem
Spomenik odkritij (portugalsko Padrão dos Descobrimentos, portugalska izgovorjava: [pɐˈðɾɐ̃w duʒ ðɨʃkuβɾiˈmẽtuʃ]) je spomenik na severnem bregu izliva reke Tajo, v civilni župniji Santa Maria de Belém v Lizboni. Spomenik, ki stoji ob reki, kjer so ladje odhajale na raziskovanje in trgovanje z Indijo in vzhodom, praznuje portugalsko dobo odkritij (ali 'dobo raziskovanja') v 15. in 16. stoletju.

## Zgodovina
Spomenik sta leta 1939 zasnovala portugalski arhitekt José Ângelo Cottinelli Telmo in kipar Leopoldo de Almeida kot začasni svetilnik med odprtjem portugalske svetovne razstave junija 1940. Spomenik odkritjem je predstavljal romantizirano idealizacijo portugalskega raziskovanja, ki je bilo značilno za režim Estado Novo Antónia de Oliveire Salazarja. Prvotno je bil zgrajen kot začasna zgradba, ki je bila na Praça do Império kot del projekta urbane prenove, ki ga je podpiral minister Duarte Pacheco, vendar se je Cottinelli Telmo upiral. Kljub temu je bila do junija 1943 prvotna zgradba po razstavi porušena, saj ni bilo konkretne formalizacije projekta.
3. februarja 1958 je vlada v odloku št. 41-517 prek Ministrstva za javna dela, čezmorskih provinc in lizbonske občine Câmara spodbujala namero o izgradnji stalnega spomenika odkritjem. Med novembrom 1958 in januarjem 1960 je bil nov spomenik zgrajen iz armiranega betona in obložen z rožnatim apnencem (iz Leirije), kipi pa izklesani iz apnenca, izkopanega v regiji Sintra. Novi projekt je bil povečan glede na prvotni model iz leta 1940 kot del komemoracij ob praznovanju pete stoletnice smrti Infanta Henrika Pomorščaka.
Čeprav je projekt temeljil na načrtu Cottinellija Telma, ga je po njegovi smrti zamenjal António Pardal Monteiro (kot glavni arhitekt), študije stabilnosti pa so bile zaključene pod vodstvom inženirjev Edgarja Cardosa, Ruya Correie in Antónia Franca e Abreuja. Notranji načrt je izdelal António Pardal Monteiro, ki je sodeloval tudi s Cristinom da Silvo pri načrtovanju monumentalnega trga. Severni del nepremičnine je dokončalo podjetje Pardal Monteiro, medtem ko je južno območje dokončal José Raimundo. Skulpture je oblikoval Leopoldo de Almeida s pomočjo kiparjev Soaresa Branca in Antónia Santosa po modelih Antónia Cândida in Carlosa Escobarja (pod vodstvom Antónia Branca in Alfreda Henriquesa).
Slovesno odprt 9. avgusta 1960 je bil eden od več projektov po vsej državi, ki so bili namenjeni obeležitvi praznovanja ob obletnici smrti Henrika Pomorščaka. Vendar je bil popolnoma dokončan šele 10. oktobra 1960, ko je bil prenesen v pristojnost generalne uprave lizbonskega pristanišča. Čeprav je bil leta 1962 podpisan sporazum z občino Câmara iz Lizbone o prenosu lastništva, med letoma 1960 in 1979 s spomenikom ni bilo narejenega nič. Dokument (Despacho št. 57/P/79), objavljen v občinskem glasilu (št. 13260, 5. november 1979), je pospešil namero mesta o pripravi stalne razstave, vendar so šele leta 1985 javna dela dokončala kulturni dom (portugalsko Centro Cultural das Des Descobris), ki je odprl javni dostop do vrha zgradbe, poleg tega pa je ustvaril prostore za opazovalno ploščad, avditorij in dvorano za razstave. Aprila 2003 je bilo vodstvo Padrão dos Descobrimentos predano v skrbništvo javnemu podjetju Gestão de Equipamentos e Animação Cultural (EGEAC, E.E.M.).

## Arhitektura
Struktura stoji na severnem bregu reke Tajo, v bližini marine Belém, navtičnega centra Algés in Dafundo ter Muzeja popularne umetnosti (portugalsko Museu de Arte Popular), razmejena pa je s kamnitimi podstavki z armilarnimi sferami. Nasproti velikega trga in čez cesto Avenida da India-Avenida de Brasília je Praça do Império (Trg imperija), ki stoji pred samostanom dv. Hieronima, kulturnim centrom Belém in zelenimi površinami Jardim Vasco da Gama.
Struktura, ki so jo ustvarili Telmo, Barros in Almeida, je bila postavljena iz armiranega betona, medtem ko je bilo 33 kipov izdelanih iz kompozita mavca in preje. Navidezno 52 metrov visoka plošča, ki stoji navpično vzdolž brega reke Tajo, ima obliko premca karavele (ladje, uporabljene v zgodnjem portugalskem raziskovanju). Na obeh straneh plošče so rampe, ki se združijo na robu reke, s figuro Henrika Pomorščaka na robu. Na obeh straneh Infanta, vzdolž klančine, je 16 figur (skupaj 33), ki predstavljajo figure iz portugalske dobe odkritij. Med temi velikimi ljudmi tega obdobja so bili monarhi, raziskovalci, kartografi, umetniki, znanstveniki in misijonarji. Vsaka idealizirana figura je zasnovana tako, da prikazuje gibanje proti fronti (neznanemu morju), ki projicira neposredno ali posredno sintezo njihovega sodelovanja v dogodkih po Henriku.
Južnoafriška vlada je bila odgovorna za gradnjo trga pred spomenikom: Rosa-dos-Ventos (kompasna vrtnica) s premerom 50 metrov je bila izvedena z uporabo različnih vrst apnenca, vključno z liozom, a redka vrsta bež apnenca, ki jo najdemo samo v okolici Lizbone, natančneje v Sintri. Zasnoval ga je arhitekt Cristino da Silva in vključuje Mappa mundi, široko 14 metrov, ki prikazuje poti portugalskih karak in karavel v dobi odkritij.
Na severni fasadi, ki obdaja stopnišče, sta dva kovinska napisa: na levi AO INFANTE D. HENRIQVE E AOS PORTVGVESES QVE DESCOBRIRAM OS CAMINHOS DO MAR (Princu Henriku in Portugalcem, ki so odkrili morske poti) nad kovinskim sidrom; in na desni besedi NO V CENTENÁRIO DO INFANTE D. HENRIQVE 1460 – 1960 (Ob peti stoletnici princa Henrika 1460–1960) nad lovorovo krono. Dvojno stopnišče se vzpenja za en nivo, pred vhodom v spomenik, kar omogoča perspektivo na trg in stranske figure.
Notranjost sestavljajo trije deli: avditorij s prostorom za 101 osebo, oder 18 kvadratnih metrov , s kabino za filmsko projekcijo; sekundarni nivo z dvema razstavnima prostoroma; in zadnji nivo s štirimi sobami. Običajno je v avditoriju multimedijska razstava o zgodovini Lizbone, drugi prostori pa se uporabljajo za razstave. Vrh spomenika (do katerega pridete z dvigalom ali po stopnicah) ponuja pogled na reko Tajo, sosesko Belém in njene številne znamenitosti, vključno s stolpom Belém in samostanom sv. Hieronima, ki izvirata iz dobe odkritij.

### Kipi
Poleg glavnega kipa Henrika Pomorščaka, ki drži model karake, je na obeh straneh klančin spomenika skupno 33 figur iz zgodovine odkritij, natančneje (od desne proti levi):
- Vzhodni profil (figure označene)
- Zahodni profil (figure označene)

| Vzhodni profil - Afonz V. Portugalski - Vasco da Gama (odkritelj morske poti v Indijo) - Afonso Gonçalves Baldaia (navigator) - Pedro Álvares Cabral (odkritelj Brazilije) - Ferdinand Magellan (prvi, ki je obkrožil svet) - Nicolau Coelho (navigator) - Gaspar Corte-Real (navigator) - Martim Afonso de Sousa (navigator) - João de Barros (pisatelj) - Estêvão da Gama (pomorski kapitan) - Bartolomeu Dias (prvi, ki je prečkal Rt dobrega upanja) - Diogo Cão (prvi je prispel do reke Kongo) - António de Abreu (navigator) - Afonso de Albuquerque (drugi podkralj Portugalske Indije) - Sveti Frančišek Ksaverij (misijonar) - Cristovão da Gama (kapetan) | Zahodni profil - Infante Pedro, vojvoda Coimbre (sin kralja Ivana I.) - kraljica Philippa Lancaster - Fernão Mendes Pinto (raziskovalec in pisatelj) - Frei Gonçalo de Carvalho, dominikanski misijonar - Pater Henrique iz Coimbre, frančiškanski misijonar - Luís de Camões (renesančni pesnik, ki je proslavil plovbe v epu Luzijada) - Nuno Gonçalves (slikar) - Gomes Eanes de Zurara (kronist) - Pero da Covilhã (popotnik) - Jehuda Cresques, kartograf) - Pedro Escobar (pomorski pilot) - Pedro Nunes (matematik) - Pero de Alenquer (pomorski pilot) - Gil Eanes (navigator) - João Gonçalves Zarco (navigator) - Ferdinand Sveti princ (sin portugalskega kralja Ivana I.) |

## V popularni kulturi
- Spomenik je bil prikazan v videospotu Lise Stansfield za singl Change, kjer jo vidimo, kako hodi gor in dol po vzhodni polici.[4]
- Spomenik je bil predstavljen v 23. sezoni ameriške resničnostne tekmovalne serije The Amazing Race, kjer je bila mappa mundi uporabljena kot del izziva, kjer so morali tekmovalci izmeriti pot, ki jo je Ferdinand Magellan preplul po svetu.[5]